# Dubki (Kaliningrad, Neman)
 Dubki (russisch Дубки, deutsch Paskallwen, 1938 bis 1945 Schalau, litauisch Paskalviai) ist ein Ort in der russischen Oblast Kaliningrad. Er gehört zur kommunalen Selbstverwaltungseinheit Stadtkreis Neman im Rajon Neman.

## Geographische Lage
Dubki liegt an der östlichen Stadtgrenze von Sowetsk (Tilsit) und ist fünf Kilometer von Neman (Ragnit) entfernt. Durch den Ort verläuft die Regionalstraße 27A-033 (ex A198), die Ragnit mit Sowetsk verbindet. Eine Bahnanbindung besteht nicht. Vor 1945 war Girschunen die nächste Bahnstation und lag an der Bahnstrecke Tilsit–Ragnit–Pillkallen/Schloßberg–Stallupönen/Ebenrode, die außer Betrieb gesetzt worden ist.

## Geschichte
Die erste Erwähnung erfährt das Dorf Paskallwen im Jahre 1293. Am 15. April 1874 wurde der Ort, zu dem der Wohnplatz Dreimühlen gehörte, Amtssitz und namensgebend für einen neuen Amtsbezirk, der zum Kreis Ragnit, von 1922 bis 1945 zum Landkreis Tilsit-Ragnit im Regierungsbezirk Gumbinnen der preußischen Provinz Ostpreußen gehörte.
Am 3. Juni – mit amtlicher Bestätigung vom 16. Juli –  des Jahres 1938 wurde Paskallwen aus politisch-ideologischen Gründen der Vermeidung fremdländisch klingender Ortsnamen in „Schalau“ umbenannt.
In Kriegsfolge wurde das Dorf 1945 mit dem nördlichen Ostpreußen der Sowjetunion zugeordnet. Es erhielt im Jahr 1950 die russische Bezeichnung „Dubki“ und wurde gleichzeitig in den Dorfsowjet Petrowski selski Sowet im Rajon Sowetsk eingeordnet. Vor 1967 wurde der Ort selber Verwaltungssitz dieses Dorfsowjets. Seit 1968 gehörte Dubki zum Rakitinski selski Sowet und seit etwa 1997 zum Dorfbezirk Mitschurinski selski okrug. Von 2008 bis 2016 gehörte der Ort zur städtischen Gemeinde Nemanskoje gorodskoje posselenije und seither zum Stadtkreis Neman.

### Einwohnerentwicklung
| Jahr | Einwohner |
| ---- | --------- |
| 1910 | 590       |
| 1933 | 491       |
| 1939 | 464       |
| 2002 | 472       |
| 2010 | 412       |

### Amtsbezirk Paskallwen (Schalau) 1874–1945
Zwischen 1874 und 1945 war Paskallwen (ab 1939: Schalau) Zentrum des nach ihm benannten Amtsbezirks, der zunächst zum Kreis Ragnit, ab 1. Juli 1922 zum Landkreis Tilsit-Ragnit gehörte:
| Name               | Änderungsname 1938 bis 1946 | Russischer Name | Litauischer Name | Bemerkungen                                                   |
| ------------------ | --------------------------- | --------------- | ---------------- | ------------------------------------------------------------- |
| Girschunen         |                             | Girdschunai     |                  |                                                               |
| Krakonischken      |                             |                 | Krakiniškiai     | kam 1920 zum Memelgebiet                                      |
| Paskallwen         | Schalau                     | Dubki           |                  |                                                               |
| Willmantienen      | Willmannsdorf (Ostpr.)      |                 |                  |                                                               |
| ab 1933: Birjohlen | Birgen                      |                 |                  | bis 1933 zum Amtsbezirk Bendiglauken (Bendigsfelde) zugehörig |

## Kirche
Vor 1945 war die mehrheitlich evangelische Bevölkerung Paskallwens resp. Schalaus in das Kirchspiel der Kirche Ragnit eingepfarrt. Es gehörte zur Diözese Ragnit – Kirchenkreis Tilsit-Ragnit in der Kirchenprovinz Ostpreußen der Kirche der Altpreußischen Union. Heute liegt Dubki im weitläufigen Einzugsbereich der in den 1990er Jahren neu entstandenen evangelisch-lutherischen Kirchengemeinde in Slawsk (Heinrichswalde), die zur Propstei Kaliningrad (Königsberg) der Evangelisch-lutherischen Kirche Europäisches Russland gehört.

## Persönlichkeiten

### Söhne und Töchter des Ortes
- Michael Bannat, litauisch Mikas Banaitis, (* 1876 in Paskallwen; † 1945), Mitunterzeichner des Aktes von Tilsit
- Ernst Penner (* 16. Juli 1883 in Paskallwen; † 1940), deutscher Politiker (NSDAP)